# Astragalus korotkovae
Astragalus korotkovae là một loài thực vật có hoa trong họ Đậu. Loài này được Kamelin & Kovalevsk. miêu tả khoa học đầu tiên.